# Saraburi (stad)

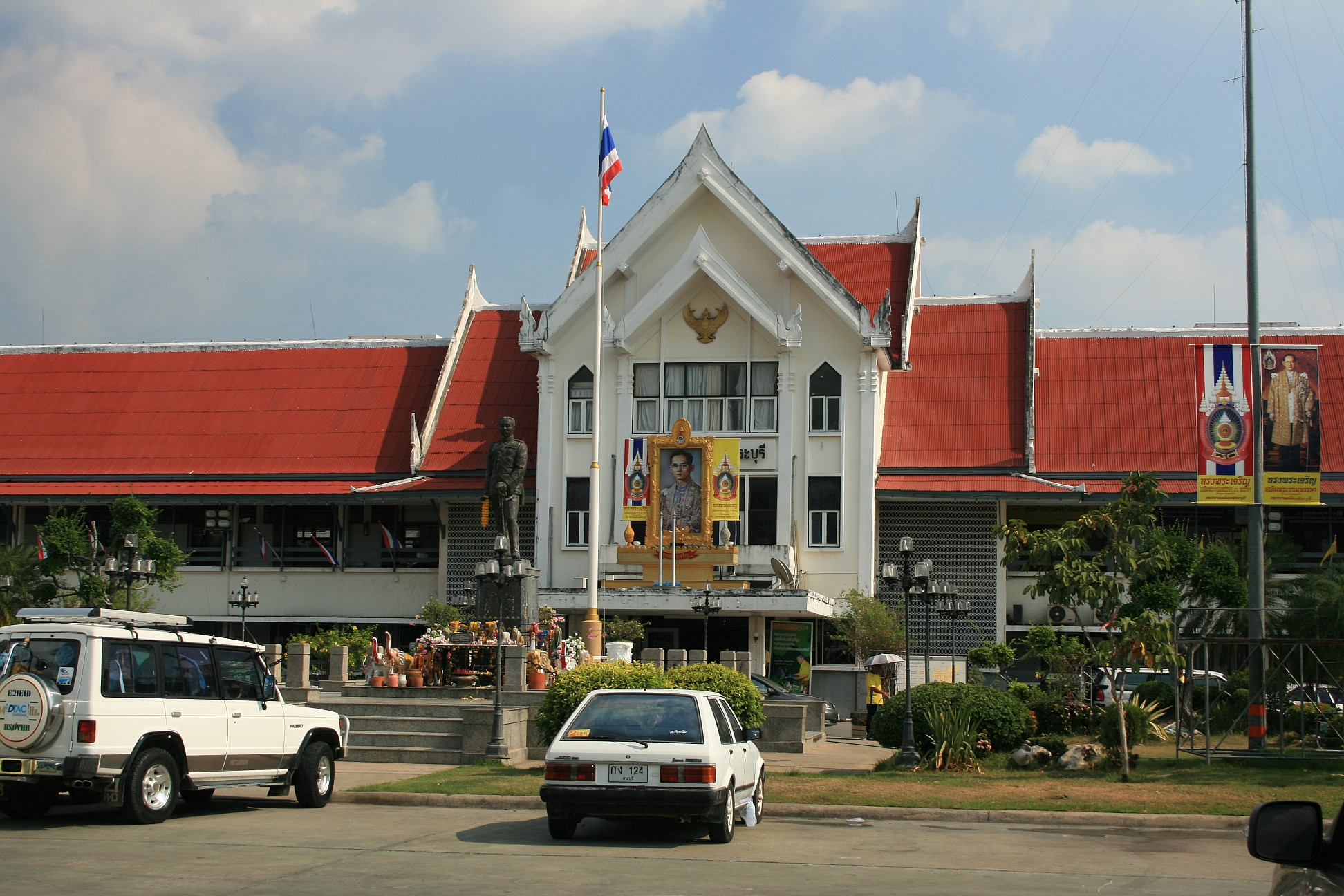
Provinciehuis in Saraburi

Saraburi (Thais: สระบุรี) is een stad in Centraal-Thailand. Saraburi is hoofdstad van de provincie Saraburi en het district Saraburi. De stad telde in 2000 bij de volkstelling 67.784 inwoners.